# Liste du patrimoine culturel immatériel de l'humanité au Pérou
Cet article recense les pratiques inscrites au patrimoine culturel immatériel au Pérou.

## Statistiques
Le Pérou ratifie la convention pour la sauvegarde du patrimoine culturel immatériel le 23 septembre 2005. La première pratique protégée est inscrite en 2008.
En 2023, le Pérou compte 14 éléments inscrits au patrimoine culturel immatériel, 12 sur la liste représentative, 1 sur la liste nécessitant une sauvegarde urgente et 1 sur le registre des meilleures pratiques de sauvegarde.

## Listes

### Liste représentative
Les éléments suivants sont inscrits sur la liste représentative du patrimoine culturel immatériel de l'humanité :
| Élément | Type | Subdivision                             | Année | Lien                                        | Notes                   | Illus. |
| --- | --- | --------------------------------------- | ----- | ------------------------------------------- | ----------------------- | ------ |
| Taquile et son art textile | savoir-faire liés à l'artisanat traditionnel | Taquile                                 | 2008  | 00166                                       |                         |        |
| Le patrimoine oral et les manifestations culturelles du peuple Zápara                                                                              | traditions et expressions orales | Loreto                                  | 2008  | 00007                                       | Partagé avec l'Équateur |        |
| La danse des ciseaux | arts du spectacle |                                         | 2010  | 00391                                       |                         |        |
| La Huaconada, danse rituelle de Mito | arts du spectacle |                                         | 2010  | 00390                                       |                         |        |
| Le pèlerinage au sanctuaire du seigneur de Qoyllurit’i                                                                                             | pratiques sociales, rituels et événements festifs | Cuzco                                   | 2010  | 00567                                       |                         |        |
| Les connaissances, savoir-faire et rituels liés à la rénovation annuelle du pont Q’eswachaka (es)                                                  | savoir-faire liés à l'artisanat traditionnel | Canas                                   | 2013  | 00594                                       |                         |        |
| La fête de la Virgen de la Candelaria (es) de Puno                                                                                                 | pratiques sociales, rituels et événements festifs | Puno                                    | 2014  | 00956                                       |                         |        |
| La danse Wititi de la vallée du Colca | arts du spectacles pratiques sociales, rituels et événements festifs | Arequipa                                | 2015  | 01056                                       |                         |        |
| Le système traditionnel des juges de l'eau de Corongo                                                                                              | pratiques sociales, rituels et événements festifs | Corongo                                 | 2017  | 01155                                       |                         |        |
| L'« hatajo de negritos » et l'« hatajo de pallitas » de la côte sud-centrale du Pérou                                                              | pratiques sociales, rituels et événements festifs | Ica                                     | 2019  | [hhttps://ich.unesco.org/fr/RL/01309 01309] |                         |        |
| Les valeurs, connaissances, coutumes et pratiques du peuple awajún liées à la poterie                                                              | connaissances et pratiques concernant la nature et l’univers pratiques sociales, rituels et événements festifs savoir-faire liés à l’artisanat traditionnel traditions et expressions orales | Amazonas, Cajamarca, Loreto, San Martín | 2021  | 01557                                       |                         |        |
| Les pratiques et significations associées à la préparation et à la consommation du ceviche, une expression de la cuisine traditionnelle péruvienne | pratiques sociales, rituels et événements festifs connaissances et pratiques concernant la nature et l'univers                                                                               |                                         | 2023  | 01952                                       |                         |        |

### Patrimoine immatériel nécessitant une sauvegarde urgente
Le Pérou compte un élément listé sur la liste du patrimoine immatériel nécessitant une sauvegarde urgente :
| Élément                                                        | Type                                                                 | Subdivision | Année | Lien  | Notes | Illus. |
| -------------------------------------------------------------- | -------------------------------------------------------------------- | ----------- | ----- | ----- | ----- | ------ |
| Eshuva, prières chantées en Harákmbut des Huachipaire du Pérou | arts du spectacles pratiques sociales, rituels et événements festifs |             | 2011  | 00531 |       |        |

### Registre des meilleures pratiques de sauvegarde
Le Pérou compte une pratique listée au registre des meilleures pratiques de sauvegarde :
| Élément | Type | Subdivision | Année | Lien  | Notes                               | Illus. |
| --- | ---- | ----------- | ----- | ----- | ----------------------------------- | ------ |
| La sauvegarde du patrimoine culturel immatériel des communautés Aymara de la Bolivie, du Chili et du Pérou |      |             | 2009  | 00299 | Partagé avec la Bolivie et le Chili |        |